# Зебра Чапмана
Зебра Чапмана (лат. Equus quagga chapmani) — подвид бурчелловой зебры. Они, как и их родственники, являются выходцами из саванны на северо-востоке Южной Африки, на севере в Зимбабве, на западе в Ботсвану, на полосу Каприви в Намибии и южную Анголу. Зебра Чапмана питается в основном травой и кустарниками. В настоящее время они находятся в статусе низкого риска в списке исчезающих видов, но, как и  другие животные, находятся в опасности из-за разрушения среды обитания и незаконного браконьерства.

## Описание

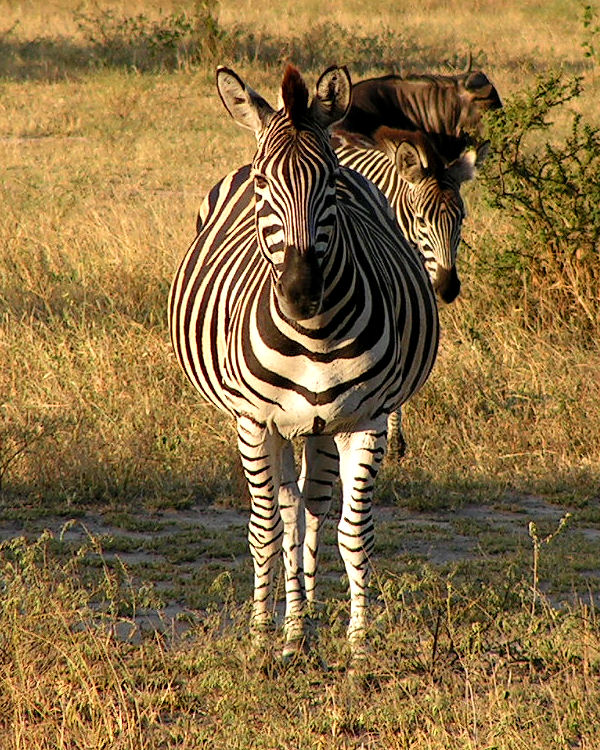

Зебра Чапмана отличается полосами, похожими на зебру Бурчеллова и на нижние половины ног, которые распадаются на множество нерегулярных коричневых пятен. Пясть не совсем черная на нижней половине. Когда рождаются жеребята, у них коричневые полосы, а в некоторых случаях взрослые не имеют черной окраски на своих шкурах и сохраняют коричневые полосы. Жеребцы обычно весят 270—360 кг  и имеют рост 120—130 см в высоту. Кобылы весят около 230—320 кг и равны росту жеребцов.

### Социальное поведение

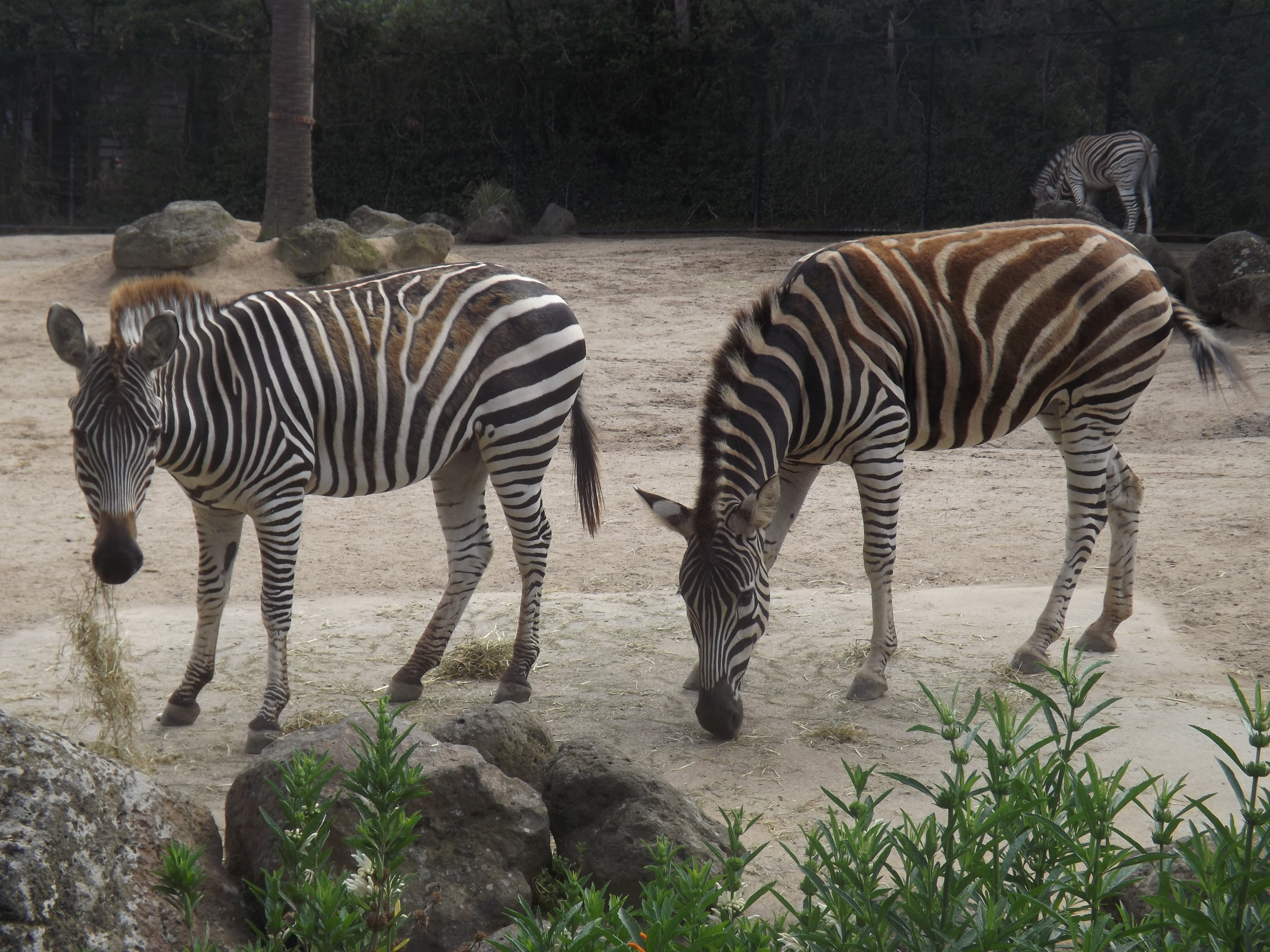

Зебры Чапмана живут в стадах до десятков тысяч особей, которые состоят из семейных групп и холостяков. Взрослые зебры живут в гаремах с постоянными членами; состоящий из одного стадного жеребца, от одной до шести самок и их потомства. Самки остаются в одном гареме всю свою жизнь. Зебры Чапмана не являются территориальными и в сезон дождей перемещаются на большие территории, часто связанные с другими видами копытных, но в сухой сезон остаются в пределах 10-километрового диапазона воды. Зебры Чапмана не размножаются сезонно, хотя много рождений происходят в сезон дождей. Один жеребенок рождается через 11—13 месяцев, массой 40—50 кг. Жеребята сосут до 12 месяцев, но они могут пастись с 2 недель.

### Враги
Главным врагом зебры является лев, а также другие хищные африканские животные, включая гепардов и леопардов. В условиях водопоя жизни парнокопытных угрожают крокодилы, а детеныши зебры могут стать добычей для гиены. Среди неокрепших малышей отмечается очень высокий процент смертности от хищников или болезней, поэтому до возраста одного года доживает, как правило, только половина жеребят.

## В неволе
Зебры Чапмана часто встречаются рядом с жирафами, страусами и другими африканскими животными в зоопарках и парках дикой природы. Известно, что они живут в неволе до 38 лет, а в дикой природе — до 20—30 лет.

## Кладограмма
Ниже приведена упрощённая кладограмма, основанная на анализе 2005 года (некоторые таксоны облают общими гаплотипами и, следовательно, не могут быть дифференцированы):
|  | \| \| Квагга (E. q. quagga) \| \| \| \| \| \| Зебра Бурчелла (E. q. antiquorum)/Зебра Чапмана (E. q. chapmani) \| \| \| \| |
|  | |
|  | Зебра Гранта (E. q. boehmi)                                                                                                |
|  | |
|  | Квагга (E. q. quagga) |
|  | |
|  | Зебра Бурчелла (E. q. antiquorum)/Зебра Чапмана (E. q. chapmani)                                                           |
|  | |

|  | Квагга (E. q. quagga)                                            |
|  |                                                                  |
|  | Зебра Бурчелла (E. q. antiquorum)/Зебра Чапмана (E. q. chapmani) |
|  |                                                                  |

|  | \| \| Квагга (E. q. quagga) \| \| \| \| \| \| Зебра Бурчелла (E. q. antiquorum)/Зебра Чапмана (E. q. chapmani) \| \| \| \| |
|  | |
|  | Зебра Гранта (E. q. boehmi)                                                                                                |
|  | |
|  | Квагга (E. q. quagga) |
|  | |
|  | Зебра Бурчелла (E. q. antiquorum)/Зебра Чапмана (E. q. chapmani)                                                           |
|  | |

|  | Квагга (E. q. quagga)                                            |
|  |                                                                  |
|  | Зебра Бурчелла (E. q. antiquorum)/Зебра Чапмана (E. q. chapmani) |
|  |                                                                  |

|  | \| \| Квагга (E. q. quagga) \| \| \| \| \| \| Зебра Бурчелла (E. q. antiquorum)/Зебра Чапмана (E. q. chapmani) \| \| \| \| |
|  | |
|  | Зебра Гранта (E. q. boehmi)                                                                                                |
|  | |
|  | Квагга (E. q. quagga) |
|  | |
|  | Зебра Бурчелла (E. q. antiquorum)/Зебра Чапмана (E. q. chapmani)                                                           |
|  | |

|  | Квагга (E. q. quagga)                                            |
|  |                                                                  |
|  | Зебра Бурчелла (E. q. antiquorum)/Зебра Чапмана (E. q. chapmani) |
|  |                                                                  |

|  | \| \| Квагга (E. q. quagga) \| \| \| \| \| \| Зебра Бурчелла (E. q. antiquorum)/Зебра Чапмана (E. q. chapmani) \| \| \| \| |
|  | |
|  | Зебра Гранта (E. q. boehmi)                                                                                                |
|  | |
|  | Квагга (E. q. quagga) |
|  | |
|  | Зебра Бурчелла (E. q. antiquorum)/Зебра Чапмана (E. q. chapmani)                                                           |
|  | |

|  | Квагга (E. q. quagga)                                            |
|  |                                                                  |
|  | Зебра Бурчелла (E. q. antiquorum)/Зебра Чапмана (E. q. chapmani) |
|  |                                                                  |